# Breza (district de Námestovo)
Pour les articles homonymes, voir Breza.
Breza (hongrois : Breza) est un village de Slovaquie situé dans la région de Žilina.

## Histoire
Première mention écrite du village en 1580.

## Démographie

### Évolution de la population
| Année:               | 1994. | 2004.   | 2014.   | 2024.   |
| -------------------- | ----- | ------- | ------- | ------- |
| Nombre de personnes: | 1396  | 1513    | 1604    | 1639    |
| Différence:          |       | +8,38 % | +6,01 % | +2,18 % |

| Année:               | 2023. | 2024.   |
| -------------------- | ----- | ------- |
| Nombre de personnes: | 1636  | 1639    |
| Différence:          |       | +0,18 % |